# Oligomyrmex thoracicus
Oligomyrmex thoracicus är en myrart som beskrevs av Weber 1950. Oligomyrmex thoracicus ingår i släktet Oligomyrmex och familjen myror. Inga underarter finns listade i Catalogue of Life.